# William Samuel Henson
William Samuel Henson född 1812 i Nottingham, död 1888, var en brittisk ingenjör.
Henson blev i mitten på 1800-talet nyfiken på möjligheten för människan att med hjälp av en maskin kunna flyga. Han konstruerade ett enkelvingat flygplan med 45,7 meters spännvidd, som drevs av en 30 hästars ångmaskin. Hans patentansökan för farkosten godkändes under namnet Aerial Steam Carriage. Flygplanet hade noshjulställ en stjärt med höjd och sidroder och har grundformen gemensam med dagens flygplan. Ångmaskinen drev två motroterande fyrbladiga skjutande propellrar med 6 meters diameter. Han hade allvarliga planer på att med sin flygmaskin kunna starta en världsomfattande flygtrafik.
Efter att patentet publicerats började Henson samarbeta med ingenjören John Stringfellow. De byggde först en fjäderdriven liten modell av flygplanet, och senare en större med 6,5 meters spännvidd, 7 m² vingyta. En ångmaskin drev två stycken motroterande propellrar. När modellen skulle provflygas 1847 på höjden Bala Down utanför Chard misslyckades proven eftersom flygplanet inte kunde hålla höjden utan sjönk brant mot marken. Stringfellow ansåg att misslyckandet berodde på hög luftfuktighet som fick vingen att ändra form. Henson som saknade drivkraft att fortsätta med experimenten överlämnade alla sina patent till Stringfellow och utvandrade till USA.